# Louis Abell
Louis Grenville Abell –conocido como Lou Abell– (Elizabeth, 21 de julio de 1884-Elizabeth, 25 de octubre de 1962) fue un deportista estadounidense que compitió en remo como timonel.
Participó en dos Juegos Olímpicos de Verano en los años 1900 y 1904, obteniendo dos medallas, oro en París 1900 y oro en San Luis 1904.

## Palmarés internacional
| Juegos Olímpicos | Juegos Olímpicos          | Juegos Olímpicos | Juegos Olímpicos |
| Año              | Lugar                     | Medalla          | Prueba           |
| ---------------- | ------------------------- | ---------------- | ---------------- |
| 1900             | París (Francia)           | Medalla de oro   | Ocho con timonel |
| 1904             | San Luis (Estados Unidos) | Medalla de oro   | Ocho con timonel |